# Basen Gujański

Baseny oceaniczne Atlantyku

Basen Gujański – część Oceanu Atlantyckiego, basen oceaniczny położony w jego środkowo-zachodniej części, ograniczony Grzbietem Śródatlantyckim, Wyniesieniem Gujańskim, przylądkiem Branco i wybrzeżem Brazylii i Gujany Francuskiej. Maksymalna głębokość 5414 m.